# جون توك
جون توك (بالإنجليزية: Jon Tuck) هو فنان قتال مختلط أمريكي، ولد في 28 أغسطس 1984 في Chalan Pago-Ordot, Guam ‏ في الولايات المتحدة.

## وصلات خارجية
- جون توك على موقع يو إف سي (الإنجليزية)
- جون توك على موقع شيردوغ (الإنجليزية)
- جون توك على موقع IMDb (الإنجليزية)